# Luftreinhalteplan
Ein Luftreinhalteplan, im EU-Recht Luftqualitätsplan genannt, ist ein Instrument des gebietsbezogenen Immissionsschutzes und soll insbesondere in Ballungsräumen gewährleisten, dass von der europäischen Union festgelegte Grenzwerte für Luftschadstoffe eingehalten werden können. Rechtsgrundlage sind die europäischen Richtlinien zur Luftqualität (96/62/EG und 2008/50/EG) und zu Grenzwerten (1999/30/EG). Auf nationaler Ebene gelten in Deutschland § 47 des Bundes-Immissionsschutzgesetzes (BImSchG) und die Verordnung über Luftqualitätsstandards und Emissionshöchstmengen (39.BImSchV), in Österreich § 9a des Immissionsschutzgesetzes-Luft.
Zu den mannigfaltigen möglichen Maßnahmen eines Luftreinhalteplans gehören die Datensammlung und etwa die Darstellung der Situationsanalyse mit Erkundung der Verschmutzungsursachen, eine prognostische Bewertung, Rangliste und Zeitplanung bestimmter Vorhaben wie Beschränkungen des Straßenverkehrs beispielsweise durch sogenannte Umweltzonen oder des Betriebes von Feuerungsanlagen und die Herstellung von Transparenz für Beteiligte und mögliche Betroffene.
In der längerfristigen Konzeption des Luftreinhalteplans liegt der wesentliche Unterschied zum Aktionsplan. Da sich beide Planarten jedoch inhaltlich mit sehr ähnlichen Fragestellungen befassen, können Aktionspläne Teil eines Luftreinhalteplans sein (§ 47 Absatz 2 Satz 3 BImSchG); solche Pläne werden als Luftreinhalte- und Aktionsplan bezeichnet. Ziele und Mittel können sich mit denen des nach EU-Recht gebotenen Nationalen Luftreinhalteprogramms überschneiden.

## Grundlagen
Grundlage für einen Luftreinhalteplan sind die Überwachung der Luftqualität durch Messstationen und ein systematisches Testverfahren. Für die Verbesserung der Luftqualität müssen Maßnahmen vorgeschlagen werden. Wenn die Grenzwerte für Luftschadstoffe überschritten werden, sind weitere Maßnahmen umzusetzen.(§ 47 Absatz 1 bis 3 BImSchG);
Dabei spielen folgende Rahmenbedingungen eine Rolle:
- Geländeformen (z. B. für den Luftaustausch ungünstige Lage im Tal, z. B. der Stuttgarter Talkessel)
- Meteorologische Situation (Wetter)
- Verkehrsinfrastruktur lokal und regional

Messungen der Luftgüte sind sehr kostenintensiv und werden mit hoher Messgenauigkeit nur punktuell durchgeführt, z. B. an hochbelasteten Straßen in Städten. Die Messergebnisse würden durch variable Standorte an Aussagekraft verlieren, da es sich beim Wetter und beim Verkehr um komplexe dynamische Systeme handelt, deren Anomalien nur durch statische Messungen zu erfassen sind. In den europäischen Richtlinien sind die Zahl und die Art der Messungen weitgehend einheitlich vorgeschrieben. So ist gewährleistet, dass in allen Städten bzw. städtischen Ballungsräumen mit mehr als 250.000 Einwohnern die Luftqualität erfasst wird. Als städtische Gebiete gelten solche Siedlungsräume, in denen die Bevölkerungsdichte mehr als 1000 Menschen pro Quadratkilometer beträgt und sich auf mehr als 100 Quadratkilometern Gesamtfläche verteilt. Darüber hinaus werden auch ländliche Gebiete erfasst, indem wenigstens ein Messpunkt auf 100.000 Quadratkilometer vorgesehen ist. Beim Verkehr soll eine Mindestfläche von 200 Quadratmetern erfasst werden, so dass Messungen in sehr engen Straßen ausgeschlossen sind. In Deutschland werden Messfehler durch regelmäßige Überprüfung der Daten in den Bundesländern und zentral durch das Umweltbundesamt weitgehend ausgeschlossen. Außerdem werden in den Städten zum Vergleich auch Hintergrundstationen in weniger belasteten Gebieten betrieben.
Die veröffentlichten Messdaten bieten aufgrund vieler Variablen einen großen Deutungsspielraum. Mit naturwissenschaftlich fundierten Berechnungsmethoden und mathematischen Modellen lassen sich jedoch aussagekräftige Trends erstellen.

## Umsetzung
Die Art der Umsetzung ist abhängig von der Zeit, in der eine Verbesserung der Luftqualität erzielt werden soll. In dieser Hinsicht kann auch das Kyoto-Protokoll ein langfristiges Ziel sein. Der Luftreinhalte- und Aktionsplan ist mittel- bis kurzfristig auf einige Jahre angelegt.
In Deutschland erfolgt die Umsetzung nach der bundeseinheitlichen Verordnung zum Erlass und zur Änderung von Vorschriften über die Kennzeichnung emissionsarmer Kraftfahrzeuge (35. BImSchV) durch die Einrichtung von Umweltzonen, nach der Verordnung über Luftqualitätsstandards und Emissionshöchstmengen und darüber hinaus durch Maßnahmen nach dem Ermessen der zuständigen Behörden. Nach § 47 Abs. 1-3 BImSchG in Verbindung mit §§ 27-29 der 39. BImSchV sind solche Maßnahmen vorgeschrieben und von Bürgern sowie Verbänden auch einklagbar. Klägerin ist dann oft die Deutsche Umwelthilfe.
2011 erfolgte eine solche Klage gegen das Land Hessen. Hessen wurde vom Verwaltungsgericht Wiesbaden am 5. September 2018 dazu angehalten, [veraltet] bis spätestens Februar 2019, entsprechende Maßnahmen für Frankfurt umzusetzen.
Der Bayerische Verwaltungsgerichtshof hat den Freistaat Bayern im Oktober 2012 rechtskräftig zur Überarbeitung des Luftreinhalteplans für München verpflichtet, In einem neueren Urteil wurde zudem ein Konzept für Dieselfahrverbote gefordert, um gegen die Überschreitung von Stickoxidgrenzwerten vorzugehen. Solche sah auch der überarbeitete Plan des Freistaates Bayern nicht vor. Das Verwaltungsgericht München hat gegen den Freistaat Bayern deshalb ein Zwangsgeld von 4000 Euro verhängt, weil er die Umsetzung des rechtskräftigen gerichtlichen Urteils missachtete.
In Berlin ordnete die Senatsverwaltung nach einer Entscheidung des Verwaltungsgerichts Berlin vom 9. Oktober 2018 an, auf acht Straßen des Stadtgebietes Fahrverbote für Dieselfahrzeuge zu erlassen, die nicht die Euro-Norm 6 erfüllen. Zudem war vom Senat eine zweite Fortschreibung des Luftreinhalteplans zu erstellen. Diese wurde am 23. Juli 2019 verabschiedet und umfasst, neben Fahrverboten, die Anordnung der zulässigen Höchstgeschwindigkeit von 30 Kilometern pro Stunde auf weiteren 33 stark befahrenen Strecken. Eine Ausweitung von Fahrverboten auf 120 Straßenabschnitte muss vom Land Berlin geprüft werden. Die Fahrverbote sollen noch im August 2019 in Kraft treten. Zusätzlich gilt auf den betroffenen Straßenabschnitten eine Geschwindigkeitsbeschränkung auf 30 Kilometer pro Stunde. Das Verwaltungsgericht hatte zugleich entschieden, dass eine Ausweitung der abschnittsweisen Fahrverbote auf die gesamte „Umweltzone“, die den Großteil der Innenstadt umfasst, nicht zwingend erforderlich sei, da dort die Grenzwerte in vielen Teilen eingehalten werden. Der Luftreinhalteplan sieht als weitere Maßnahmen zur Luftverbesserung die Modernisierung der kommunalen Fahrzeugflotte und die Förderung von Elektrofahrzeugen bzw. von Nachrüstungen mit Stickoxidminderungssystemen für den Wirtschaftsverkehr vor. Des Weiteren sollen Berliner und Pendler mit der Förderung der öffentlichen Verkehrsmittel, des Rad- und Fußverkehrs und mit der Ausweitung der Parkraumbewirtschaftung von 40 auf 75 Prozent der Innenstadt dazu bewegt werden, in der Stadt weniger Auto zu fahren. Darüber hinaus sieht der Luftreinhalteplan Maßnahmen u. a. in den Bereichen Mobilitätsmanagement und Logistik, Fahrgastschifffahrt, mobile und stationäre Maschinen und Geräte, Wärmeversorgung sowie Raum- und Stadtplanung vor.
In Stuttgart wurde auf stark befahrenen Straßen eine zulässige Höchstgeschwindigkeit von 40 Kilometern pro Stunde angeordnet, um – laut Pressemitteilung der Landeshauptstadt Stuttgart – die Luftqualität zu verbessern. Im April 2022 wurde bekannt, dass Verkehrszeichen zur Signalisierung der zulässigen Höchstgeschwindigkeit von 20 Kilometern pro Stunde auf Erschließungsstraßen innerhalb des City-Rings aufgestellt werden können.